# Jacques Bongars
Jacques Bongars (1554 - 29 de juliol del 1612) fou un erudit i diplomàtic francès.
Nasqué a Orleans i fou criat en la fe reformada. Seguí els seus primers estudis a Marburg i Jena. Quan tornà a França, prosseguí la seva formació a Orleans i Bourges. Després d'estar-se un temps a Roma, visità l'est d'Europa. Més endavant, conegué Ségur Pardaillan, representant d'Enric, rei de Navarra, el posterior Enric IV de França. Passà al servei de Pardaillan i el 1587 fou destinat a les corts de nombrosos prínceps del nord d'Europa. Seguidament, visità Anglaterra per obtenir l'ajuda de la reina Elisabet per Enric de Navarra. Continuà servint Enric com a diplomàtic i el 1593 fou nomenat representant del rei francès a les corts dels prínceps imperials. Fou un dels principals ambaixadors als prínceps protestants durant la guerra de la successió de Jülich. Fou un ferm defensor dels esforços d'Enric per acotar el poder del casal d'Habsburg. Posà els seus diners i la seva salut al servei d'aquesta empresa, en la qual persistí fins a l'assassinat del rei el 1610. Aleshores, tornà a França i morí a París.
Bongars escrigué un resum del compendi de Justí de la història de Pompeu Trogus sota el títol de Justinus, Trogi Pompeii Historiarum Philippicarum epitoma de manuscriptis codicibus emendatior et prologis auctior (París, 1581). Compilà les obres de diversos escriptors francesos que descrigueren les croades com a contemporanis i les publicà sota el títol de Gesta Dei per Francos (Hannover, 1611). Una altra col·lecció de Bongars és Rerum Hungaricarum scriptores varii (Frankfurt, 1600). Les seves Epistolae foren publicades a Leiden el 1647 i, en traducció francesa, a París el 1668-1670. Se'n conserven molts documents a la Biblioteca de la Burgesia de Berna, a la qual foren donats el 1632. El 1634 foren catalogats. El Museu Britànic i diverses biblioteques de París en custodien altres documents i còpies d'instruccions.